# Clan Kobayakawa
Il clan Kobayakawa (小早川氏?, Kobayakawa-shi) fu un clan di samurai del Giappone feudale che dichiarava di discendere dal clan Taira. Il loro feudo si trovava nella provincia di Chūgoku. Godevano di notevole potere durante il periodo Sengoku, ma tale forza venne drasticamente ridotta dopo la battaglia di Sekigahara e l'inizio del periodo Edo. Tuttavia il clan Kobayakawa venne ripristinato dal clan Mōri durante il rinnovamento Meiji e gli fu garantito il titolo di barone con il nuovo sistema ereditario di nobiltà Kazoku. Anche al clan Kusai, ramo secondario del clan Kobayakawa, fu assegnato un titolo nobiliare.

## Origini
Il clan Kobayakawa clan discendeva dal ramo Kanmu-Heishi del clan Taira (平氏) il quale discendeva dal 50º Imperatore del Giappone Kammu. Il figlio di Taira no Tsunemune (平常宗), Nakamura Munehira (中村宗平) fondò il clan Nakamura (中村氏) nella provincia di Sagami. Il suo primo figlio ed erede divenne il successivo capo del clan Nakamura mentre il secondo, Dohi Sanehira (土肥実平), fondò il clan Dohi (土肥氏). L'erede di Sanehira divenne capo del clan Dohi, mentre il suo secondo figlio, Kobayakawa Tohira (小早川遠平), fondò il clan Kobayakawa.
```
Kanmu-tennō
 (桓武天皇, 737–806)
  ┃

Kazurawara-shinnō
 (葛原親王, 786–853)
  ┃

Takami-Ō
 (高見王, ?–?)
  ┃

Taira no Takamochi
 (平高望, ?–?)
  ┃

Taira no Yoshifumi
 (平良文, ?–?)
  ┃

Taira no Tadayori
 (平忠頼, 930–1019)
  ┃

Taira no Raison
 (平頼尊, ?–?)
  ┃

Taira no Tsuneto
 (平常遠, ?–?)
  ┃

Taira no Tsunemune
 (平常宗, ?–?)
  ┃

Nakamura Munehira
 (中村宗平, ?–?)
  ┃

Dohi Sanehira
 (土肥実平, ?–1191)
  ┃

Kobayakawa Tohira
 (小早川遠平, ?–1237)
  ┃

Kobayakawa Kagehira
 (小早川景平, ?–1244)
```

## Storia
Due figli del terzo capo clan, Kobayakawa Shigehira (小早川茂平), divisero il clan in due rami. Kobayakawa Masahira fondò il clan Numata-Kobayakawa clan (沼田小早川氏) nei pressi di Mihara mentre Kobayakawa Masakage (小早川政景) fondò il clan Takehara-Kobayakawa (竹原小早川氏 con base a Takehara.
Il clan Kobayakawa servì il clan Mōri e successivamente Toyotomi Hideyoshi. Ebbero un grande potere nell'amministrare la politica nel Giappone occidentale perché il capo della famiglia Kobayakawa Takakage (小早川隆景) fu zio di Mōri Terumoto e fu riconosciuto come uno dei migliori statisti da Toyotomi Hideyoshi il quale lo designò come membro del Consiglio dei cinque reggenti anche se morì prima dello stesso Hideyoshi.
Furono alleati stretti del clan Kikkawa che era guidato da un fratello di Takakage.
I Kobayakawa combatterono assieme ai clan Kikkawa, Mōri e Ōtomo contro il clan Shimazu per il controllo dell'isola di Kyūshū durante il periodo Sengoku; furono premiati con la provincia di Chikuzen dopo la sconfitta degli Shimazu.

## Capi clan
- Kobayakawa Tohira (小早川遠平, ?–1237), fondatoer del clan.
- Kobayakawa Kagehira (小早川景平, ?–1244)
- Kobayakawa Shigehira (小早川茂平, ?–1264) - i suoi due figli Masahira e Masakage fondarono due rami del clan.

clan Numata-Kobayakawa (沼田小早川氏):
1. Kobayakawa Masahira (小早川雅平, ?–?) - terzo figlio di Shigehira.
2. Kobayakawa Tomohira (小早川朝平, ?–1348)
3. Kobayakawa Nobuhira (小早川宣平, ?–?)
4. Kobayakawa Sadahira (小早川貞平, ?–1375)
5. Kobayakawa Haruhira (小早川春平, ?–1402)
6. Kobayakawa Norihira (小早川則平, ?–?)
7. Kobayakawa Hirohira (小早川煕平, 1416–1473)
8. Kobayakawa Takahira (小早川敬平, 1452–1499)
9. Kobayakawa Sukehira (小早川扶平, 1485–1508)
10. Kobayakawa Okihira (小早川興平, 1505–1527
11. Kobayakawa Masahira (小早川正平, 1523–1543)
12. Kobayakawa Shigehira (小早川繁平, 1542–1574)
13. Kobayakawa Takakage (小早川隆景, 1533–1597) - terzo figlio di Mōri Motonari.
14. Kobayakawa Hideaki (小早川秀秋, 1582–1602) - nipote di Toyotomi Hideyoshi.

clan Takehara-Kobayakawa (竹原小早川氏):
1. Kobayakawa Masakage (小早川政景, ?–?) -quarto figlio di Shigehira.
2. Kobayakawa Kagemune (小早川景宗, ?–?)
3. Kobayakawa Sukekage (小早川祐景, ?–1338)
4. Kobayakawa Shigekage (小早川重景, ?–?)
5. Kobayakawa Shigemune (小早川重宗, ?–?)
6. Kobayakawa Saneyoshi (小早川実義, ?–1364)
7. Kobayakawa Yoshiharu (小早川義春, ?–?)
8. Kobayakawa Nakayoshi (小早川仲義, ?–?)
9. Kobayakawa Hirokage (小早川弘景, ?–?)
10. Kobayakawa Morikage (小早川盛景, ?–?)
11. Kobayakawa Hirokage (小早川弘景, ?–?)
12. Kobayakawa Hirohira (小早川弘平, ?–?)
13. Kobayakawa Okikage (小早川興景, 1519–1541)
14. Kobayakawa Takakage (小早川隆景, 1533–1597) - terzo figlio di Mōri Motonari.
15. Kobayakawa Hideaki (小早川 秀秋, 1577–1602) - figlio adottivo di Takakage

## Altri Membri importanti del clan
- Kobayakawa Hidekane (小早川秀包, 1567–1601)